# Naufragios (álbum)
Naufragios es el primer álbum de Mikel Erentxun en solitario, publicado en 1992, formado por canciones compuestas para Duncan Dhu y nuevas. De el que se vendieron 250.000 copias. Destacan los sencillos y temas «A un minuto de ti», «Está luz nunca se apagará» versión en español de una canción de la banda británica The Smiths traída por el donostiarra, «Uña y Carne», «Jugando con El Tiempo» y «Negro»; este último, compuesto originalmente para Miguel Bosé y siendo considerado para que fuera su interprete, junto con el tema «Miénteme». Producido por Colin Farley y coproducido por el mismo Erentxun.

## Lista de canciones
Todas las canciones compuestas por Erentxun excepto donde se anota.
1. A un minuto de ti (Erentxun/Corman) - 3:56
2. Miénteme - 4:57
3. Esta luz nunca se apagará (Cover de The Smiths) - 3:26 (Morrissey/Marr)
4. Gritar al viento - 3:32
5. Uña y carne (Erentxun/Corman) - 4:22
6. Lágrimas de fuego y ceniza - 3:47
7. Jugando con el tiempo - 4:34
8. No arranques más flores - 4:20
9. Negro - 3:53
10. Queriendo alcanzarte (Erentxun/Eguía) - 2:24
11. Lentamente - 2:50
12. Champagne (Erentxun/Vasallo) - 3:20
13. Caer - 3:00

## Singles

### A un minuto de ti
1. A un minuto de ti (Instrumental)
2. Lágrimas de fuego y ceniza

### Esta luz nunca se apagará
1. Esta luz nunca se apagará
2. Lentamente

### Jugando con el tiempo
1. Jugando con el tiempo
2. Si lo prefieres
3. Bebe tu invierno

### Miénteme
1. Miénteme
2. Negro (Directo)
3. De par en par (Directo)
4. Uña y carne (Directo)